# McCartney (Album)
McCartney ist das erste Soloalbum von Paul McCartney. Es erschien am 17. April 1970. McCartney nahm das Album im Alleingang auf und spielte jedes Instrument selbst. Den ersten 100 Exemplaren des Albums war eine von McCartney verfasste Presseerklärung beigelegt, in der er zum einen detaillierte Angaben zur Entstehung der LP machte, zum anderen seinen Austritt aus der Band The Beatles erklärte. Damit wurde der Erscheinungstermin von McCartney quasi zum offiziellen Trennungsdatum der Beatles.

## Die Entstehung des Albums
Im abgedruckten Interview mit Paul McCartney im Buch der McCartney – Deluxe Edition aus dem Jahr 2011 erwähnt Paul McCartney, dass während der Entstehung des McCartney-Albums die Beatles auseinanderbrachen und er die musikalische Idee des Let-It-Be-Albums weiterführen wollte, indem er Lieder mit einfachen musikalischen Mitteln einspielen wollte. Dabei plante Paul McCartney ursprünglich nicht, ein Album zu erstellen. Die Zeit der Differenzen mit den anderen Beatles und Allen Klein bezeichnete Paul McCartney als Albtraum, aber die Gründung seiner Familie mit Ehefrau Linda empfand er als Ausweg, da er erkannte, dass es ein Leben außerhalb der Beatles für ihn gab.
Paul McCartney hatte etwa um Weihnachten 1969 mit den Arbeiten an seinem Soloalbum begonnen. Zu dieser Zeit hatte er einen Vierspurrekorder der Marke Studer erworben. Das Gerät besaß kein vu-Meter, sodass McCartney vor jeder Aufnahme die korrekte Aussteuerung durch Anhören prüfen musste. In der selbstverfassten Pressemitteilung beschreibt McCartney seine Aufnahmeausrüstung:

“Studer four-track machine. I only had, however, one mike, and I worked without VU meters or a mixer, which meant that everything had to be listened to first for distortion, etc, then recorded. So the answer – Studer, one mike, and nerve.”

„Studer Vierspurtonbandgerät. Ich hatte allerdings nur ein Mikrofon und arbeitete ohne vu-Meter und Mischpult, was bedeutete, dass ich vor jeder Aufnahme alles anhören musste, um Verzerrungen usw. zu vermeiden. Die Antwort lautet also – Studer, ein Mikrofon und den Mut, es zu wagen.“

Das Aufnahmegerät stand in der Ecke des Wohnzimmers von Paul McCartney, sodass die Aufnahmen sich anfangs sehr einfach gestalteten. McCartney sang und spielte sämtliche Instrumente – laut Pressetext waren dies Bass, Schlagzeug, Gitarre, Klavier, Mellotron, Xylophone, Pfeil und Bogen – auf dem Album. Linda McCartney sang bei einigen Stücken im Hintergrund die Harmonien.
Das erste Stück, das McCartney bei sich zu Hause in St. John’s Wood in London aufnahm, um seinen Rekorder zu testen, war eine Hommage an seine Frau mit dem Titel The Lovely Linda. Es folgten That Would Be Something, Valentine Day (Instrumentallied) und Momma Miss America (Instrumentallied), Glasses (Instrumentallied) und Suicide.
Die Lieder Teddy Boy, Oo You, Junk und Singalong Junk (Instrumentallied) wurden zu Hause begonnen und in den Morgan Studios, im nahegelegenen Willesden, beendet. Etwa in der Zeit vom 10. bis 12. Februar 1970 entstanden weiterhin in den Morgan Studios – hier nutzte McCartney die professionellen Achtspuraufnahmegeräte – die Instrumentalstücke Hot as Sun und Kreen-Akrore. Außerdem überspielte McCartney seine Vierspuraufnahmen auf die Achtspurgeräte, fügte Overdubs hinzu und nahm erste Stereoabmischungen vor.
Die abschließenden Arbeiten an den Liedern fanden im Februar 1970 in Studio 2 der Abbey Road Studios statt. Am 22. Februar 1970 nahm er dort die zwei Lieder auf, die später als die musikalisch ausgereiftesten des Albums gelten sollten: Every Night und Maybe I’m Amazed. Am 25. Februar 1970 entstand die letzte Aufnahme für das Album, das Lied Man We Was Lonely. Am 23. März 1970 hatte McCartney Studio 3 in der Abbey Road gebucht, um die endgültige Abmischung seines Albums vorzunehmen. Nach vier Stunden war die Arbeit abgeschlossen und die Masterversion fertig für das Presswerk.
Die Vorbereitungen und die Aufnahmen zum Album wurden geheim gehalten, so buchte Paul McCartney die Studios unter dem Pseudonym „Billy Martin“. Am 30. März 1970 strahlte BBC Radio 1 die Sendung The Beatles Today aus, in der George Harrison in einem Interview erwähnte, dass Paul McCartney an einem Soloalbum arbeite; ab diesem Zeitpunkt war es der Öffentlichkeit bekannt.
Das Lied Don’t Cry Baby, eine Instrumentalversion von Oo You, wurde am 24. Februar 1970 in den Abbey Road Studios abgemischt, aber nicht für das Album verwendet. Vier Tage nach Erscheinen des Albums, am 21. April 1970, wurde es erneut in den Abbey Road Studios überarbeitet. Nur ein Teil des Liedes von Suicide wurde für das Album verwendet, indem es an das Lied Glasses angehängt wurde. Suicide wurde erst am 3. Mai 2010 endgültig in den Hogg Hill Mill Studios abgemischt. Beide Lieder wurden im Jahr 2011 veröffentlicht.

## Covergestaltung
Die LP erschien in einem Aufklappcover. Alle Fotos stammten von Linda McCartney. Auf der Vorderseite sind 1969 in Antigua fotografierte Kirschen und eine Schale zu sehen. Möglicherweise eine Anspielung auf die englische Redensart „Life is just a bowl of cherries“ (deutsch: „Das Leben ist wie eine Schale voller Kirschen“), die in etwa zum Ausdruck bringen soll, dass das Leben schön ist. Die verschütteten Früchte wären demzufolge ein Hinweis darauf, dass bei McCartney momentan nicht alles so rosig war.
Die Rückseite zeigt ein Foto von Paul McCartney mit seiner kurz zuvor geborenen Tochter Mary, die aus seiner Jacke schaute. Klappt man das Cover auf, so findet man eine Sammlung von Farbfotos, die zumeist Paul McCartney in verschiedenen Situationen zeigen.

## Streit um den Veröffentlichungstermin
Paul McCartney hatte den 17. April 1970 als Veröffentlichungstermin vorgesehen, stieß damit aber auf den Widerstand seiner Band-Kollegen. Zum einen hatte auch Ringo Starr sein Soloalbum Sentimental Journey aufgenommen, zum anderen war unter der Regie von Phil Spector endlich das langwährende Beatles-Album Let It Be fertig und sollte nach dem Willen von John Lennon, George Harrison und Ringo Starr im April erscheinen. Der Streit um den Veröffentlichungstermin zeigt, wie zerfahren das Verhältnis unter den Beatles mittlerweile war – insbesondere McCartney stand häufig gegen die anderen drei Gruppenmitglieder, seit er deren Entscheidung, Allen Klein zum Manager der Beatles zu ernennen, abgelehnt hatte. Neil Aspinall fragte McCartney zunächst, ob das Album um eine Woche verschoben werden könnte, um Starrs Debüt mehr Zeit zu geben. McCartney stimmte dem zu, war aber bestürzt, als er am 25. März feststellte, dass Klein die Veröffentlichung seines Albums bereits verschoben hatte. Ein wütender McCartney rief George Harrison an, um den ursprünglichen Veröffentlichungstermin vom 17. April wiederherzustellen, und schickte ein Bestätigungstelegram an die anderen Beatles, Klein und Aspinall. McCartney fühlte sich in die Ecke gedrängt und sah sich in dieser Situation als Opfer. Harrison schrieb dann an McCartney, markierte den Umschlag mit “From us, to you” und ließ ihn bei Apple, damit ein Bote ihn überbringen konnte. Ringo Starr bot jedoch an, es zu McCartneys Haus zu bringen. Starr überreichte den Brief und teilte McCartney mit, dass er mit dem Inhalt einverstanden sei und versuchte zu vermitteln, wurde allerdings von dem wütenden McCartney weggeschickt.
Ringo Starr erinnerte sich später so an den Vorfall:

“It was just two guys pouting and being silly. We had our solo albums to bring out and I said ‘Mine’s ready and I want to bring it out.’ Paul wasn’t quite ready – but he had a calendar with the date (I’ve forgotten the day now) marked in yellow saying, ‘That’s my day – I’m bringing my record out then.’”

„Wir waren nur zwei Kerle, die schmollten und sich kindisch verhielten. Wir wollten unsere Soloalben veröffentlichen, und ich sagte, ‚Meins ist fertig und ich will es veröffentlichen‘. Paul war noch nicht ganz so weit – aber er hatte einen Kalender mit dem Datum (ich habe vergessen, welcher Tag es genau war), und dort stand mit gelber Farbe markiert ‚Das ist mein Tag – ich bringe mein Album an dem Tag auf den Markt.“

In einem Interview mit dem Rolling-Stone-Magazin äußerte sich McCartney 1974 zu den Querelen:

“There was some hassle at the time. We were arguing over who had mentioned a release date first. It was all a bit petty. I’d pegged a release date, and then Let It Be was scheduled near it. I saw it as victimization, but now I’m sure it wasn’t.”

„Es gab einigen Streit zu der Zeit. Wir stritten darüber, wer sein Veröffentlichungs-Datum zuerst genannt hatte. Es war alles ein bisschen engstirnig. Ich hatte ein Datum gesetzt und dann wurde die Veröffentlichung von Let It Be sehr dicht an meinem Datum geplant. Ich empfand das als Schikane, aber heute bin ich sicher, dem war nicht so.“

Letztlich setzte Paul McCartney seinen Willen durch. In aller Eile erschien Ringo Starrs Album am 27. März 1970 und der Termin für die Veröffentlichung von Let It Be wurde auf den 8. Mai 1970 verschoben. Um seine Unabhängigkeit von den Beatles zu bekommen, kündigte McCartney am 7. April 1970 die Gründung seiner eigenen Firma, McCartney Productions Ltd, an.

## Titelliste
Seite 1
1. The Lovely Linda – 0:44
2. That Would Be Something – 2:39
3. Valentine Day – 1:40
4. Every Night – 2:32
5. Hot as Sun/Glasses – 2:07
6. Junk – 1:55
7. Man We Was Lonely – 2:57

Seite 2
1. Oo You – 2:49
2. Momma Miss America – 4:05
3. Teddy Boy – 2:23
4. Singalong Junk – 2:35
5. Maybe I’m Amazed – 3:51
6. Kreen-Akrore – 4:15

## Informationen zu einzelnen Liedern
- The Lovely Linda ist die erste Aufnahme für das Album, um die Ausrüstung zu testen, entstanden etwa Weihnachten 1969.
- Valentine Day ist ein Instrumentalstück.
- Every Night wurde erstmals im Januar 1969 während der Get-Back-Sessions mit den Beatles, noch unfertig, aufgenommen, fertig komponiert wurde das Lied bei einem Urlaub in Griechenland im Jahr 1969 und für das Soloalbum überarbeitet, aufgenommen am 22. Februar 1970 in den Abbey Road Studios.
- Hot as Sun ist eine der frühesten Kompositionen von McCartney, geschrieben 1959 während der Zeit mit den Quarrymen.[10] Das Lied Hot as Sun/Glasses endet mit einem Ausschnitt des Liedes Suicide, das vollständig erst im Juni 2011 veröffentlicht wurde. Hot as Sun und Suicide wurden ebenfalls erstmals während der Get-Back-Sessions im Januar 1969 mit den Beatles, noch unfertig, aufgenommen. Als Frank Sinatra ihn um eine McCartney-Komposition bat, schlug Paul McCartney ihm das Stück Suicide vor, das Sinatra allerdings nicht gefiel.[11]
- Junk, ein von dem Trödelladen oder Schrottplatz des Sitcom-Duos Steptoe and Son (mit Wilfrid Brambell) beeinflusster Titel, entstand 1968, während die Beatles in Indien waren, um dort Transzendentale Meditation zu studieren. Eine Demoversion wurde im Mai 1968 im Vorfeld der Arbeiten für das Album The Beatles in George Harrisons Haus in Esher aufgenommen.[12] Diese Fassung wurde auf Anthology 3 veröffentlicht. Weitere Aufnahmen erfolgten im Januar 1969 während der Get-Back-Sessions mit den Beatles.
- Man We Was Lonely war das letzte Stück, das McCartney am 25. Februar 1970 für sein Album aufnahm.
- Der ursprüngliche Titel des Liedes Momma Miss America lautete Rock ’n’ Roll Springtime, was McCartneys Ansage zu Beginn des Stücks erklärt. Das Lied wurde im Jahr 1996 für den Film Jerry Maguire – Spiel des Lebens verwendet.
- Auch Teddy Boy entstand 1968 während des Aufenthalts in Indien. McCartney präsentierte den anderen Beatles das Lied erstmals am 24. Januar 1969 während der Filmaufnahmen zu Let It Be. Drei Aufnahmen entstanden, zwei unvollständige und ein kompletter Durchlauf, der 5:42 min dauerte. Am 29. Januar 1969 wurde das Stück nochmals aufgenommen. Glyn Johns beabsichtigte ursprünglich, das Lied für das Get Back-Album zu verwenden, davon wurde aber Abstand genommen.[13] Die Beatles-Version von Teddy Boy wurde erst 1996 auf dem Album Anthology 3 veröffentlicht.
- Singalong Junk ist eine Instrumentalversion von Junk, bei dem ein Mellotron zum Einsatz kam.
- Maybe I’m Amazed gilt als das populärste und das musikalisch ausgereifteste Stück des Albums.
- Zu dem Instrumentalstück Kreen-Akrore wurde McCartney inspiriert von einer Fernsehdokumentation über das indigene Volk der Kreen-Akrore.

## Wiederveröffentlichungen

### Wiederveröffentlichungen bis 2007
- Die Erstveröffentlichung im CD-Format erfolgte im April 1987 ohne Bonustitel. Der CD liegt ein achtseitiges bebildertes Begleitheft bei.[14]
- Das Album erschien im November 1992 von Steve Hoffmann remastert in der DCC-Compact-Classics-Edition als 24-Karat vergoldete CD. Der CD liegt ein vierseitiges Begleitblatt und ein Blatt mit dem originalen LP-Label bei.[15]
- Am 7. Juni 1993[16] wurde die CD in einer von Peter Mew erneut remasterten Version, ebenfalls ohne Bonustitel, veröffentlicht. Der CD liegt ein achtseitiges bebildertes Begleitheft bei.[17]
- Im Mai 2007 wurde das Album im Download-Format veröffentlicht.

### Archive Collection
- Im Juni 2011 wurde McCartney, zum dritten Mal remastert, von dem Musiklabel Hear Music/Concord Music Group als Teil der Paul McCartney Archive Collection veröffentlicht. Das Remastering erfolgte von Guy Massey und Steve Rooke in den Abbey Road Studios. Die Projektkoordination hatte Allan Rouse. Das CD-Album hat ein aufklappbares Pappcover, dem ein 22-seitiges bebildertes Begleitheft beigegelegt ist, das Informationen zum Album und die Liedtexte beinhaltet. Das Design stammt von der Firma YES.

Das Album erschien im Juni 2011 in verschiedenen Formaten:
- Standard Edition Das originale 13-Track-Album[18]
- Special Edition Zwei CDs: Das originale 13-Track-Album mit einer Bonus-CD, die folgende, bisher unveröffentlichte, Lieder enthält:[19]

1. Suicide (Outtake) (ein Teil des Liedes war am Ende von Hot as Sun / Glasses zu hören) – 2:48
2. Maybe I’m Amazed (vom Video One Hand Clapping; 1974 aufgenommen) – 4:53
3. Every Night (Live at Glasgow; am 17. Dezember 1979 aufgenommen) – 4:30
4. Hot as Sun (Live at Glasgow; am 17. Dezember 1979 aufgenommen) – 2:27
5. Maybe I’m Amazed (Live at Glasgow; am 17. Dezember 1979 aufgenommen) – 5:11
6. Don’t Cry Baby (Instrumentalversion von Oo You) – 3:07
7. Women Kind (Demoversion) (Mono) – 2:09

- Deluxe Edition Das originale 13-Track-Album mit der oben erwähnten Bonus-CD, einem 128-seitigen gebundenen Buch sowie einer DVD mit folgendem Inhalt:[20]

1. The Album Story
2. The Beach
3. Maybe I’m Amazed (Musikvideo)
4. Suicide (vom Video One Hand Clapping, 1974 aufgenommen)
5. Every Night (Live at the Concert for the People of Kampuchea, am 29. Dezember 1979 aufgenommen)
6. Hot as Sun (Live at the Concert for the People of Kampuchea, am 29. Dezember 1979 aufgenommen)
7. Junk (MTV Unplugged-Konzert, am 25. Januar 1991 aufgenommen)
8. That Would Be Something (MTV Unplugged-Konzert, am 25. Januar 1991 aufgenommen)

- Das Album wurde ebenfalls als 180 Gramm Vinyl-Version als 180 Gramm Doppel-LP (neu remastert) inklusive der sieben Bonus-Titel veröffentlicht, weiterhin enthält die LP einen Code zum Download des Albums mit den Bonus-Titeln.[21]

| Seite 1 1. The Lovely Linda 2. That Would Be Something 3. Valentine Day 4. Every Night 5. Hot as Sun/Glasses 6. Junk 7. Man We Was Lonely | Seite 2 1. Oo You 2. Momma Miss America 3. Teddy Boy 4. Singalong Junk 5. Maybe I’m Amazed 6. Kreen-Akrore |

| Seite 3 1. Suicide (Outtake) 2. Maybe I’m Amazed (From One Hand Clapping) 3. Every Night (Live at Glasgow 1979) | Seite 4 1. Hot as Sun (Live at Glasgow 1979) 2. Maybe I’m Amazed (Live at Glasgow 1979) 3. Don’t Cry Baby (Out-take) 4. Women Kind (Demo) (Mono) |

### Weitere Wiederveröffentlichungen
- Am 14. Juli 2014 wurde eine App von iTunes mit folgendem Inhalt veröffentlicht: 13 Lieder, acht Musikvideos und ein Interview mit Paul McCartney sowie Fotos.
- Am 17. November 2017 wurde das Vinylalbum von Capitol Records, auf 180 Gramm rotem Vinyl gepresst, veröffentlicht.
- Am 26. September 2020 anlässlich des 50-jährigen Jubiläums wurde im Rahmen des Record Store Days das im Half-Speed-Mastering-Verfahren neu gemasterte Vinylalbum von Capitol Records, auf schwarzen Vinyl, veröffentlicht. Weiterhin ist eine Karte beigefügt, die einen Text von Miles Showell, Mastering-Ingenieur der Abbey Road Studios, enthält.[22]
- Am 5. August 2022 erschien die von Ed Ruscha und Nick Steinhardt gestaltete Box McCartney I / II / III, diese enthält die drei McCartney-Alben von Capitol Records im CD-Format,[23] im Vinyl-Format[24] sowie im farbigen Vinyl (McCartney I: klar, McCartney II: weiß, McCartney III: cremeweiß).[25]
- Am 5. August 2022 wurde das Album McCartney in Dolby Atmos auf Streaming-Plattformen veröffentlicht. Die Abmischung erfolgte von Giles Martin.[26]

## Single-Auskopplungen
Paul McCartney lehnte den Wunsch seiner Schallplattenfirma, das Lied Maybe I’m Amazed als Single auszukoppeln, ab. Von Maybe I’m Amazed wurde allerdings ein Musikvideo hergestellt.
- In Mexiko wurde im Jahr 1970 folgende 7″-Vinyl-Promotionsingle hergestellt: Man We Was Lonely / Maybe I’m Amazed.[27]
- In Mexiko wurde 1971 eine EP mit folgenden Liedern veröffentlicht: Another Day / Junk / Oh Woman, Oh Why / Valentine Day (Another Day und Oh Woman, Oh Why stammen von einer 1971er Single.)[28]
- Erst im Februar 1977 wurde Maybe I’m Amazed als Liveversion aus dem Album Wings over America als Single veröffentlicht.[29]
- Im Dezember 1980 erschien erstmals die Studioversion von Maybe I’m Amazed in den USA von Columbia Records in einer Serie von Wiederveröffentlichungen als Single B-Seite.[30]
- Im Januar 2001 wurde Maybe I’m Amazed / Band on the Run in orangefarbenem Vinyl, mit einer von McCartney gesprochenen Einleitung als Jukebox-Single veröffentlicht.[31]

## Kritik
Das Album stieß bei einem großen Teil der Kritiker auf Ablehnung, weil es im Vergleich mit den perfekt produzierten Beatles-Alben, wie beispielsweise Abbey Road, amateurhaft und unausgereift erschien. Trotzdem verkaufte sich McCartney besser als die Soloprojekte seiner Bandkollegen und erreichte entsprechend gute Positionen in den Hitparaden. In den USA wurde die LP bereits nach drei Wochen mit einer Goldenen Schallplatte ausgezeichnet.
John Lennon sagte über das Album: „Ich war überrascht, dass es so schlecht war. Ich habe nur ein bisschen mehr erwartet, denn wenn Paul und ich irgendwie anderer Meinung sind und ich mich schwach fühle, denke ich, dass er sich stark fühlen muss.“
George Harrison sah das Album differenzierter: „That Would Be Something und Maybe I’m Amazed finde ich großartig und alles andere finde ich in Ordnung, weißt du. Es ist ganz gut, aber ein bisschen enttäuschend, aber vielleicht sollte ich nicht enttäuscht sein, es ist am besten, nichts zu erwarten, dann ist alles ein Bonus.“

## Das Ende der Beatles und Beendigung der Autorenpartnerschaft Lennon/McCartney
Obwohl John Lennon am 20. September 1969 während eines Treffens gegenüber den anderen Mitgliedern der Beatles verkündete, dass er die Scheidung von den Beatles wollte, gilt die Pressemitteilung zum Album McCartney als das faktische Ende der Beatles. Paul McCartney meinte dazu: „George, Ringo und ich riefen einander noch drei oder vier Monate gelegentlich an und fragten: ‚Wie sieht es aus? Ist wirklich Schluss?‘ Es war ja nicht so, als hätte unsere Plattenfirma uns rausgeworfen. Die Frage, ob wir wieder zusammenkommen würden, stand immer noch im Raum. Niemand wusste so ganz genau, ob das nicht wieder eine von Johns kleinen Extratouren war. Ein paar Monate klammerten wir uns noch an diese Hoffnung, aber schließlich erkannten wir ‚Oje, die Band existiert nicht mehr. Das war’s. Es ist endgültig vorbei.'“
Paul McCartney nutzte das selbstverfasste Frage-und-Antwort-Spiel, um seinen Abschied von der Gruppe zu verkünden. Insbesondere eine zukünftige kompositorische Zusammenarbeit mit Lennon schloss er eindeutig aus.
Frage: Are you planning a new album or single with the Beatles?

McCartney: No.

Frage: Is this album a rest away from the Beatles or the start of a solo career?

McCartney: Time will tell. Being a solo means it’s ‘the start of a solo career…’ and not being done with the Beatles means it’s just a rest. So it’s both really.

Frage: Is your break with the Beatles temporary or permanent, due to personal differences or musical ones?

McCartney: Personal differences, business differences, musical differences, but most of all because I have a better time with my family. Temporary or permanent? I don’t really know.

Frage: Do you foresee a time when Lennon/McCartney becomes an active songwriting partnership again?
McCartney: No.
Übersetzung:
Frage: Planen sie ein neues Album oder eine Single mit den Beatles?

McCartney: Nein.

Frage: Ist dieses Album eine Auszeit von den Beatles oder der Beginn einer Solokarriere?

McCartney: Das muss die Zukunft zeigen. Da ich es alleine gemacht habe, ist es wohl ‚der Beginn einer Solokarriere‘, und es ohne die Beatles produziert zu haben, heißt, es ist nur eine Auszeit. Somit ist es eigentlich beides.

Frage: Ist die Trennung von den Beatles nur vorübergehend oder von Dauer, und sind persönliche oder musikalische Differenzen der Grund für die Trennung?

McCartney: Persönliche Differenzen, geschäftliche Differenzen, musikalische Differenzen, aber vor allen Dingen weil ich mit meiner Familie glücklicher bin. Vorübergehend oder von Dauer? Keine Ahnung.

Frage: Sehen Sie eine Zukunft, in der Lennon/McCartney wieder aktiv gemeinsam als Songwriter arbeiten?

McCartney: Nein.
Quelle: Pressemitteilung 1970
Der Bruch mit den Beatles zeigte sich auch bei der Angabe des Autors der Stücke. McCartney verzichtete konsequenterweise darauf, seine Kompositionen weiter Lennon/McCartney zuzuschreiben. In der Pressemitteilung findet sich dazu folgende Passage:
Frage: Are all songs by McCartney alone?

McCartney: Yes Sir.

Frage: Who will them be attributed to? To McCartney?

McCartney: It would be a bit absurd to attribute them to Lennon/McCartney, so they’ll be McCartney’s.
Übersetzung:
Frage: Wurden alle Lieder alleine von McCartney geschrieben?

McCartney: Jawohl.

Frage: Wer wird als Autor genannt? McCartney?

McCartney: Es wäre wohl etwas absurd sie Lennon/McCartney zuzuschreiben, also sind sie alle McCartneys.
Quelle: Pressemitteilung 1970
Apples Pressesprecher Derek Taylor stellte den ursprünglichen Fragenkatalog zusammen, den McCartney dann erweiterte. Taylor sagte im Nachhinein zum selbstverfassten Interview: „Er [McCartney] sollte nur Informationen aufschreiben, die erklären, wie er sein Album gemacht hat. Stattdessen gibt er uns dieses Interview, in dem er Fragen stellt, wie zum Beispiel, ob er Ringo vermissen würde. Es war völlig unnötig. Niemand hat ihm diese Frage gestellt. Diese Frage hat er sich selbst gestellt.“
Die Presseexemplare wurden am 9. April 1970 ausgeliefert, anschließend traten die Medien in Aktion, im Daily Mirror stand am darauffolgenden Tag die Schlagzeile „Paul verlässt die Beatles“.

## Kommerzieller Erfolg

### Chartplatzierungen
Das Album erreichte die Top Ten in den niederländischen, französischen und norwegischen Charts.
| ChartsChartplatzierungen       | Höchstplatzierung | Wochen |
| ------------------------------ | ----------------- | ------ |
| Deutschland (GfK)              | 15 (13 Wo.)       | 13     |
| Vereinigte Staaten (Billboard) | 1 (50 Wo.)        | 50     |
| Vereinigtes Königreich (OCC)   | 2 (33 Wo.)        | 33     |

Die 2011er Wiederveröffentlichung erreichte Platz 88 in den Großbritannien.
Die 2020er Wiederveröffentlichung erreichte Platz 151 in den USA.

### Auszeichnungen für Musikverkäufe
| Land/Region               | Auszeichnungen für Musikverkäufe (Land/Region, Auszeichnung, Verkäufe) | Verkäufe  |
| ------------------------- | ---------------------------------------------------------------------- | --------- |
| Kanada (MC)               | Platin                                                                 | 100.000   |
| Vereinigte Staaten (RIAA) | 2× Platin                                                              | 2.000.000 |
| Insgesamt                 | 3× Platin ·                                                            | 2.100.000 |

Hauptartikel: Paul McCartney/Auszeichnungen für Musikverkäufe